# خانه‌داری
به گرداندنِ کارهای وابسته به خانه، خانه‌داری می‌گویند. نگهداری از خانه، بخشی از خانه‌داری می‌باشد، که می‌تواند دربرگیرنده‌ی کارهایی مانندِ آشپزی، شست‌وشو، نگهداری از نوزاد، باغبانی و همچنین خرید باشد.
به زنی که پیشهٔ اصلیِ او خانه‌داری است، «زن خانه‌دار» گفته می‌شود، و همچنین به مردی که پیشهٔ اصلیِ او خانه‌داری است، «مرد خانه‌دار» گفته می‌شود.
در سال‌های اخیر، در ایران، تلاش شده تا خانه‌داری یک شغل شمرده شود و زنانِ خانه‌دار بیمه شوند.
خانه‌داری از نمودهای تقسیم کار جنسیتی (تقسیم کار بر اساس جنسیت) است. در تقسیم کار جنسیتی از زنان و مردان انتظار می‌رود فقط به دسته خاصی از کارها که از قبل تعیین شده‌است و به اختیار خود شخص نیست بپردازند. در این تقسیم‌بندی، زنان مسئول کارهای خانه و خانه‌داری، و بزرگ کردن بچه‌ها شمرده می‌شوند که کار بدون درآمد است. در نتیجه از نظر مالی وابسته به مردان می‌شوند و دسترسی به پولی که از آنِ خود بدانند نخواهند داشت.
بتی فریدان در کتاب پژوهشی مشهور خود، راز و رمز زنانه، به «مشکلی که نامی ندارد»، افسردگی پنهان زنانی که خانه‌دار و بدون شغل خارج از خانه هستند پرداخته‌است. آن اکلی نیز در کتاب‌های مهم خود زنِ خانه‌دار و جامعه‌شناسی خانه‌داری، برای بار اول خانه‌داری را به عنوان مسئله‌ای مهم و به عنوان «کار» مطرح کرد. به‌طور مداوم جامعه‌شناسان بیشتری به این موضوع پرداختند.
آنتونی گیدنز کارخانگی را «کار بی‌مزدی که بدون پرداخت مستقیم و خارج از حوزه یک شغل خاص انجام می‌گیرد» تعریف می‌کند. به گفته فاکس هاردینگ «در خارج از بازار بخش اعظم کارهای مراقبتی و وظایف خانگی به عهده زنان است. به کوتاهی آنکه: الگوی غالب، شامل یک «نان آور» است و به زنان نقش‌های تدبیر منزل و پرورش کودکان محول می‌شود که فرض بر این است که با طبیعت آن‌ها تناسب دارد؛ بنابراین فعالیت‌های آن‌ها در مراکز کاری محدود است. موضوعی که تمایزگذاری بین مردان کارگر و زنان مراقبت‌کننده را منعکس می‌کند.» دلفی دربارهٔ کار خانه‌داری نوشته‌است «کارگر نیروی کار خود را میفروشد در حالی که زن متأهل نیروی کارش را به رایگان واگذار میکند. حق انحصاری و نپرداختن مزد با هم ارتباط نزدیک دارند عرصه کار خانگی در چهار چوب رابطه شخصی و عام (ازدواج) در اصل نوعی بردگی است.»
گرایش‌های گوناگون فمینیسم دیدگاه‌های گوناگونی به خانه‌داری دارند. مثلاً فمینیسم رادیکال آن را «کاری در خدمت مردان و در راستای حفظ منافع مردان» دانسته، فمینیسم مارکسیستی خانه‌داری را کاری رایگان در خدمت منافع سرمایه‌داری و بازتولید نیروی کار می‌داند، و فمینیسم سوسیالیستی آن را «کاری که هم مردان و هم سرمایه‌داری از آن منتفع می‌شوند» می‌داند. اما همه این گرایش‌ها خانه‌داری را کاری واقعی می‌دانند.

## گالری

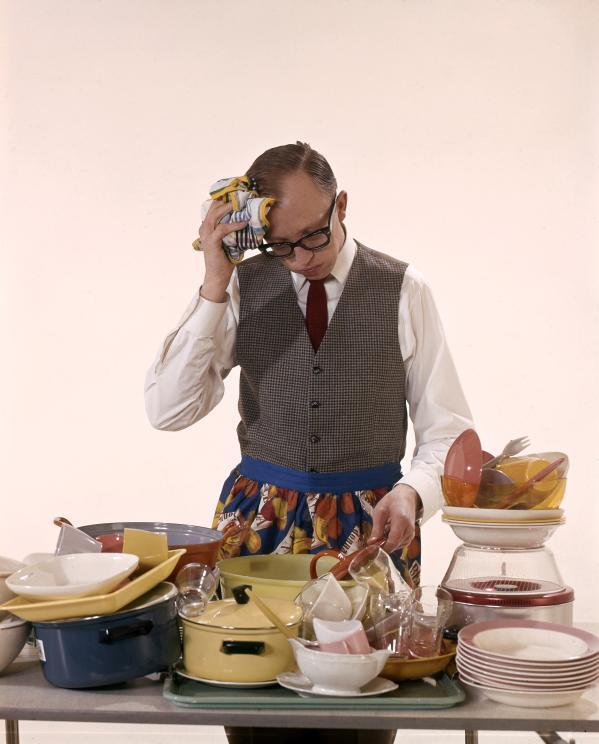
توده‌ای از ظرف‌ها روی میز. هُلند، ۱۹۶۶.
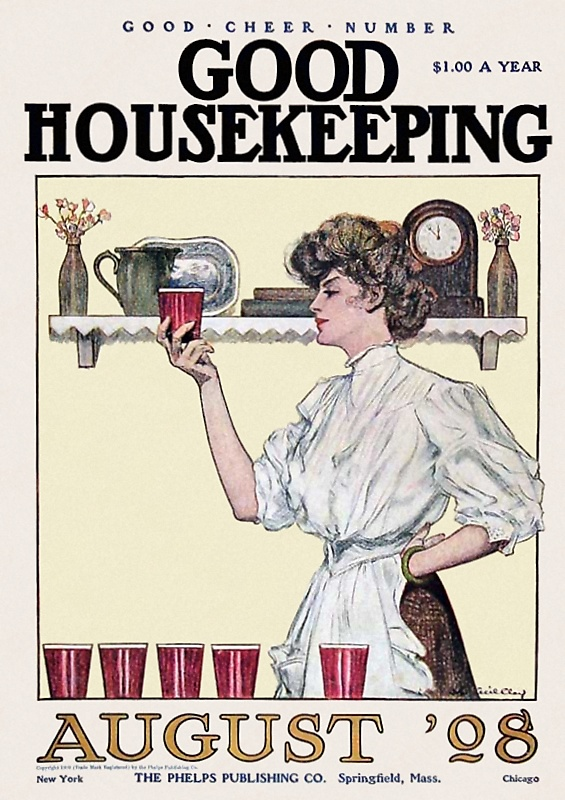
مجلهٔ آمریکاییِ گود هاوس‌کیپینگ، ۲۸ اوت ۱۹۰۸.
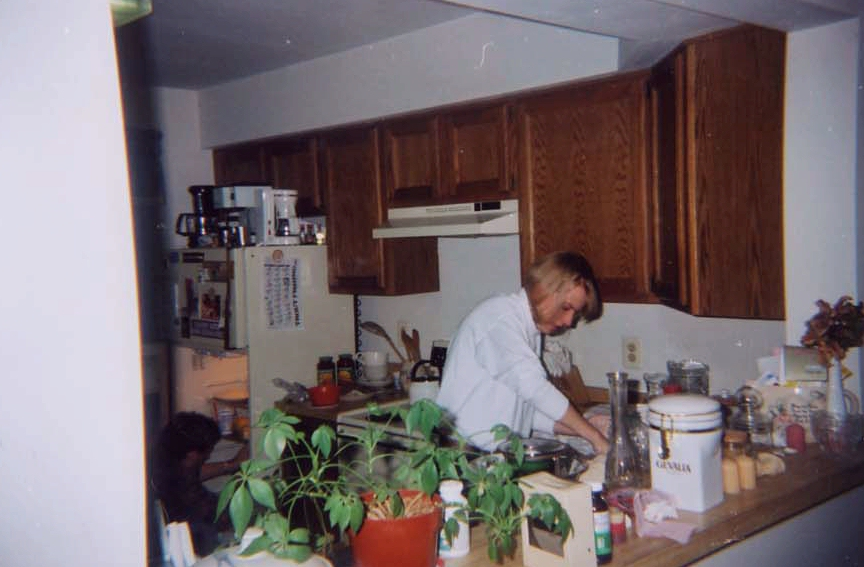
کارهای آشپزخانه، بخشی از خانه‌داری می‌باشند.
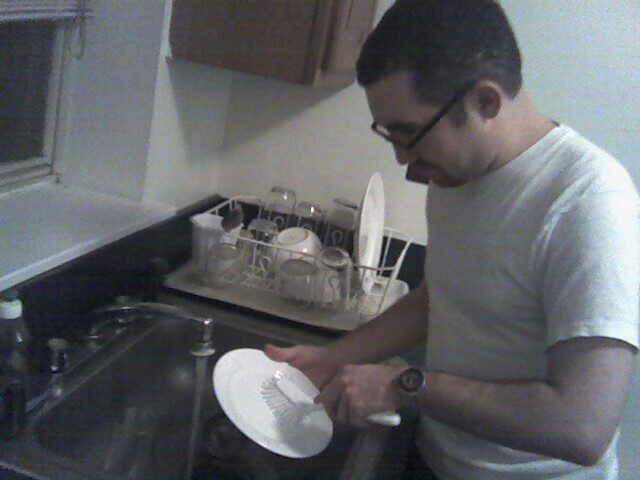
شستنِ ظرف‌ها، بخشی از خانه‌داری می‌باشد.
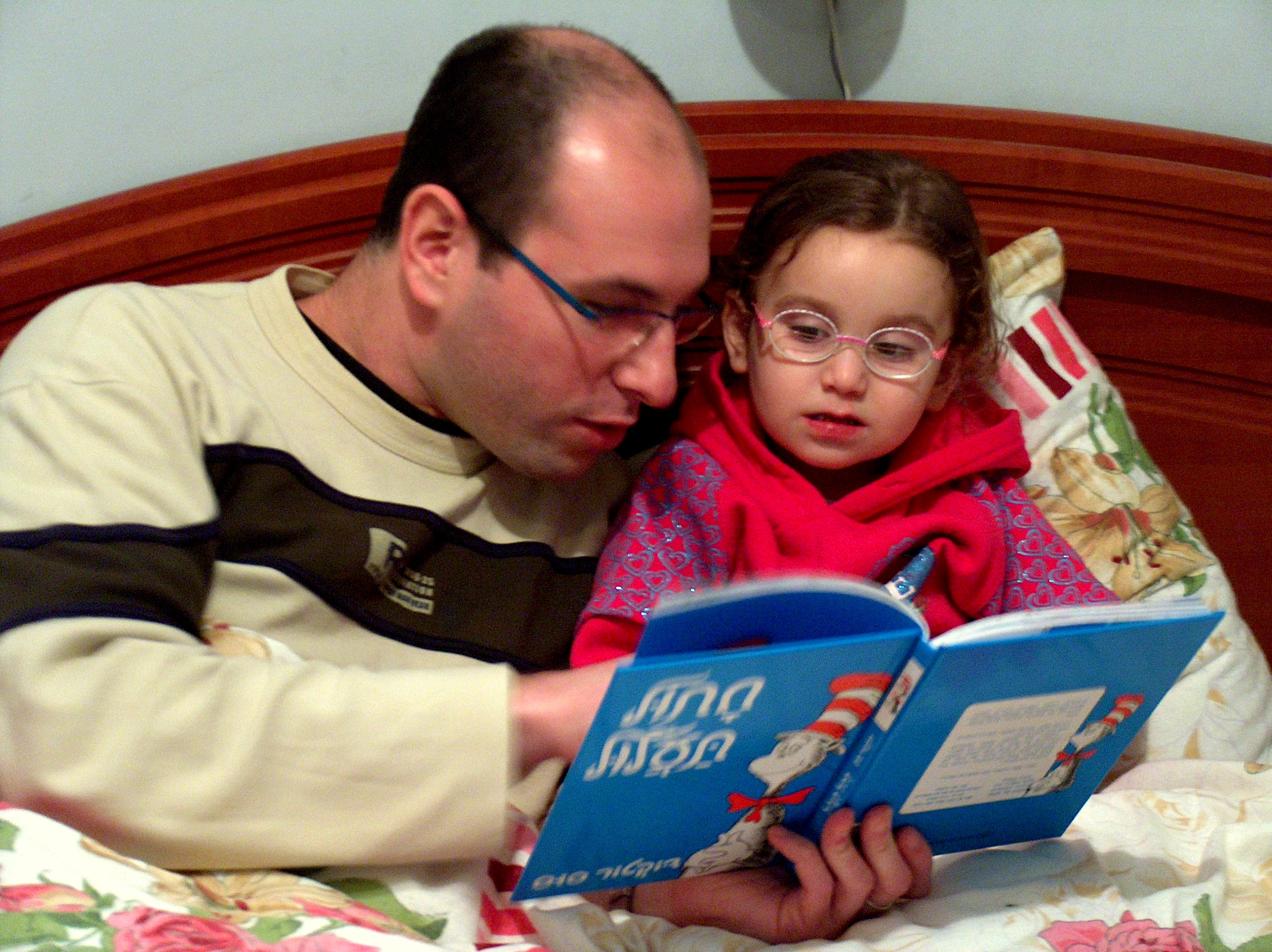
نگهداری از کودکان، بخشی از خانه‌داری می‌باشد.